# Ptilomyoides bequaerti
Ptilomyoides bequaerti là một loài ruồi trong họ Tachinidae.